# Alain Eyobo
Oscar Alain Eyobo Makongo (né le 17 octobre 1961 à Douala au Cameroun) est un joueur de football international camerounais, qui évoluait au poste d'attaquant.

## Biographie

### Carrière en sélection
Avec l'équipe du Cameroun, il joue entre 1978 et 1983. Il figure notamment dans le groupe des sélectionnés lors de la Coupe du monde de 1982 (sans toutefois jouer de matchs).
Il participe également à la Coupe d'Afrique des nations de 1984 avec la sélection camerounaise.
Avec l'équipe du Cameroun junior, il participe à la Coupe du monde des moins de 20 ans 1981 organisée en Australie, disputant trois matchs.